# Sam Tsemberis
Sam Tsemberis (Skoúra, 11 marzo 1949) è uno psicologo, psichiatra e professore universitario canadese di origine greca, specializzato in psicologia clinica e psicologia di comunità.

## Biografia
Negli anni Novanta, Sam Tsemberis è stato uno dei primi proponenti al mondo dell'Housing First. È fondatore e direttore esecutivo di Pathways to Housing, un'organizzazione senza scopo di lucro attiva negli Stati Uniti con programmi di Housing First per persone con gravi malattie psichiche, un lungo passato da senzatetto e spesso un concorrente problema di abuso di droghe o alcool. Professore di psicologia presso il Dipartimento di psichiatria della Columbia University Medical Center di New York, collabora come consulente internazionale per governi e organizzazioni del Terzo settore sul tema dei senzatetto.
Inoltre, è professore associato di psichiatria e scienze del comportamento all'Università della California di Los Angeles.

## Pathway Housing First
Pathways to Housing è l'organizzazione a cui si attribuisce il merito di aver dato origine al modello Housing First in America. Tsemberis e i suoi collaboratori hanno dapprima sviluppato un centro di accoglienza gestito per le persone che vivono senza fissa dimora e con malattie mentali. In seguito, hanno creato il programma Pathways to Housing, che è diventato noto come Housing First.
Inizialmente, hanno provato che il programma era più efficiente nel togliere le persone dalla strada e nel mantenerle in una dimora stabile rispetto alla media dei programmi finanziati dalla municipalità locale e dallo Stato per fornire alloggi a persone con gravi malattie mentali e senza fissa dimora cronica.
Successivamente, hanno condotto uno studio controllato randomizzato del modello Pathways to Housing rispetto al modello dominante, che cercava di fornire un alloggio "appropriato" alle persone inserite nei programmi di Housing First e di ricondurle a una maggiore autonomia mediante la cooperazione con i fornitori di servizi.
Il modello Pathways ha rivelato un successo sostanzialmente maggiore (99 giorni in meno di permanenza senzatetto nel primo anno per le persone assegnate casualmente a Pathways to Housing rispetto al gruppo di controllo): il maggior successo si è ripetuto per tutti i quattro gli anni di durata dello studio. Il modello si è dimostrato anche più efficiente dal punto di vista dei costi, in gran parte grazie alla riduzione dei ricoveri in ospedale psichiatrico.
Nel 2010, il Federal Interagency Council on Homelessness ha finanziato l'Housing First inserendola nel suo piano strategico: 
La Mental Health Commission of Canada ha sottoposto il modello Housing First a un rigoroso studio randomizzato in cinque città canadesi e ha scoperto che nel primo anno esso aveva più che raddoppiato il tempo trascorso dai partecipanti in un alloggio stabile rispetto al gruppo di controllo; il modello si è poi diffuso in Europa
Secondo il sito web di Pathways to Housing, il modello è stato incluso nei piani decennali di oltre 300 città per porre fine al fenomeno dei senzatetto, ed è stato riconosciuto il suo apporto nella riduzione della percentuale dei senza fissa dimora tra gli adulti con gravi malattie mentali. Tsemberis ha ribattezzato il modello "Pathway Housing First" e ha pubblicato un manuale per aiutare le persone che vogliono implementarlo.
Tsemberis è coautore, insieme ai dottori Deborah Padgett e Benjamin Henwood, del libro Housing First: Ending Homelessness, Changing Systems and Transforming Lives (2016, Oxford University Press), che documenta la diffusione dell'approccio e le prove della sua efficacia. Nel 2017, il libro ha ricevuto una menzione d'onore nella categoria Book Award dalla Society for Social Work and Research.
Nel marzo 2017, secondo un rapporto di FEANTSA (European Federation of National Organisations working with the Homeless), l'Housing First è un approccio efficace per risolvere il problema dei senzatetto di lungo termine che risulta anche più efficiente dal punto di vista dei costi, come dimostrato dall'applicazione della metodologia in Finlandia.
Nel 2018 Tsemberis si è recato a Dublino per sostenere la diffusione dell'iniziativa Housing First in Irlanda. È stato inserito tra i relatori della conferenza Housing First Scotland del 2019 e del Mayor's Summit on Homelessness di Amarillo, che si è svolto nel luglio 2019.